# Jean Eugène Laurent
Pour les articles homonymes, voir Laurent.
Jean Eugène Laurent est un homme politique français né le 15 décembre 1802 à Port-Louis (Morbihan) (Morbihan) et mort le 5 avril 1882 à Lorient.

## Biographie
Ancien élève de l'école Polytechnique, il est ingénieur des ponts et chaussées à Lorient. Député du Morbihan de 1841 à 1842, il siège dans l'opposition.
Il est décoré de la Légion d'honneur en 1846 et devient maire de Lorient.

## Sources
- « Jean Eugène Laurent », dans Adolphe Robert et Gaston Cougny, Dictionnaire des parlementaires français, Edgar Bourloton, 1889-1891 [détail de l’édition]